# BlaBlaCar

Disponibilidad de Blablacar por país en diciembre de 2016

BlaBlaCar es un servicio de vehículo compartido que hace posible que las personas que quieren desplazarse al mismo lugar al mismo momento puedan organizarse para viajar juntas. Permite compartir los gastos del viaje (combustible y peajes) y también evitar la emisión extra de gases de efecto invernadero, al permitir una mayor eficiencia energética en el uso de cada vehículo.

## Desarrollo
La idea de conectar a personas que desean viajar juntas surgió en Francia a principios de 2009 y gracias al desarrollo de redes sociales mediante Internet. Su desarrollo en España fue a partir de 2010 y la red social existe en 22 países: Francia, España, Italia, Reino Unido, Portugal, Polonia, Benelux (Bélgica, Países Bajos y Luxemburgo), Alemania, Ucrania, Rusia, Turquía, India, Hungría, Rumanía, Croacia, Serbia, México, Brasil, República Checa y Eslovaquia. Uno de los principales motivos para la expansión ha sido el económico al permitir a las personas con poco presupuesto viajar y compartir coche, tras el estallido de la crisis económica en 2008.
La red social que inicialmente se llamó Comuto, pasó a denominarse Blablacar, destacando así los aspectos de socialización y conversación durante los trayectos. Forma parte de lo que se denomina Economía Colaborativa en su modalidad de movilidad sostenible. Mediante la interconexión de los usuarios se acuerdan mensualmente miles de viajes, contando en 2018 con 65 millones de usuarios inscritos en el mundo y 5 millones de usuarios en España.

## Procedimiento
El portal permite, sin el registro previo, buscar los viajes publicados; para acordar un viaje se precisa el registro, que es gratuito y que dota al usuario de herramientas para informar sobre sus preferencias de viaje. 
Las personas que desean encontrar un coche que comparta el viaje y los gastos, y aquellos que dispongan de un vehículo para compartir, deben registrarse. Tanto el procedimiento de registro como los demás procesos se realizan en línea mediante el uso de aplicaciones para ordenador y teléfono inteligente. 
La interacción entre las personas que viajan por España es gratuita (mensajes privados y públicos para acordar los detalles del viaje antes de confirmar) pero desde mediados de 2014 las confirmaciones de los viajes se hacen a través del pago en línea. Con este sistema de reserva anticipada los usuarios pueden asegurarse su plaza, también aumenta el compromiso entre las partes, al tiempo que la empresa cobra un porcentaje de cada transacción en concepto de gastos de gestión que varía entre el 10 y el 20%.
En España, en 2015, la comisión pagada a BlaBlacar por el pasajero por cada viaje compartido, es de un 20% sobre el precio publicado por el conductor, estando el conductor exento de pagar ninguna comisión por la publicación de su viaje. Una vez elegido el viaje se gestiona la reserva pagándose mediante el uso de tarjeta de débito o crédito, automática o manualmente, y el conductor recibe la información de los acompañantes, mediante un código que BlaBlaCar proporciona al pasajero una vez que se ha hecho el cargo en su cuenta y aceptada la reserva por parte del conductor.

## Seguridad y fiabilidad
La red social, que tiene dos millones de usuarios mensuales, se basa en la confianza, pues los registros de datos son fiables y están certificados, y los usuarios publican opiniones, tanto de los conductores como de los pasajeros, sabiéndose de antemano con quién se va a viajar. Tras el viaje cada usuario recibe una valoración «positiva» o «negativa» en una escala del 1 al 5. El 96% de las opiniones son positivas.
Las personas que han abusado del precio, la ocupación o cualquier otra circunstancia negativa que vaya en contra de las condiciones generales de uso, son expulsadas por la propia plataforma.
Ante cualquier imprevisto, la red social permite la cancelación antes de 24 horas –tanto del viaje por parte del conductor, como de los que han reservado una plaza–, mediante la devolución íntegra de las cantidades a compartir y de los gastos de gestión. 
Si el pasajero cancela su reserva después de las 24 horas previas a la hora prevista de salida del viaje, se reembolsa un porcentaje del importe del viaje (sin contar la comisión), porcentaje que varía en función del tiempo que reste para dicha salida. Si se cancela la reserva dentro de las 24 horas previas a la hora estimada del viaje, en ningún caso se reembolsa la comisión por gastos de gestión.

## Eficiencia energética
La web permite calcular, en función del kilometraje y la ocupación del vehículo, la cantidad de gases de efecto invernadero que se dejan de emitir, permitiendo a cada persona conocer la huella ecológica de su viaje. 
La red social ha permitido una mayor eficiencia energética de los autos que viajan, pues ha aumentado la ocupación, siendo en Europa la ocupación media de 1,7 personas por vehículo, y mediante el coche compartido de Blablacar, la ocupación media es de 2,8 personas por vehículo. Ello ha permitido el ahorro de 700 000 toneladas de CO2 hasta enero de 2014.

## Legislación
Al tratarse de vehículos privados, en los que se comparten los gastos variables del viaje, no hay remuneración al conductor, siguiéndose la Ley 17 de 1987 de Ordenación de los transportes terrestres que prohíbe la remuneración del transporte en vehículos privados, no existiendo ningún tipo de competencia desleal ni parecido respecto a plataformas como Uber, que sí que permite el uso de vehículos privados.

## Promotores
El físico y experto en computación Frédéric Mazzella comenzó con el proyecto en Francia. La idea surgió cuando durante las Navidades de 2003, al agotarse los billetes de tren, tuvo que hacer un largo viaje en solitario hasta su casa, ideando entonces la posibilidad de viajar con más personas para compartir gastos y conversación. El fundador y desarrollador de la red social en España es Vincent Rosso, ingeniero industrial y experto en TICs.